# Bahnhof Hamburg-Harburg
Hamburg-Harburg (németül Bahnhof Hamburg-Harburg) vasútállomás Németországban, Hamburg Harburg kerületében. A német vasútállomás-kategóriák közül a második csoportba tartozik.

## Vasútvonalak
Az állomást az alábbi vasútvonalak érintik:
- Wanne-Eickel–Hamburg-vasútvonal
- Niederelbebahn
- Hannover–Hamburg nagysebességű vasútvonal
- Güterumgehungsbahn Hamburg
- Harburgi S-Bahn
- Lehrte–Cuxhaven-vasútvonal

## Forgalom

### S-Bahn
| Járat | Útvonal |
| ----- | --- |
| S 3   | Pinneberg – Thesdorf – Halstenbek – Krupunder – Elbgaustraße – Eidelstedt – Stellingen (Arenen) – Langenfelde – Diebsteich – Altona – Königstraße – Reeperbahn – Landungsbrücken – Stadthausbrücke – Jungfernstieg – Hauptbahnhof – Hammerbrook (City Süd) – Elbbrücken – Veddel (BallinStadt) – Wilhelmsburg – Harburg – Harburg Rathaus – Heimfeld (TU Hamburg) – Neuwiedenthal – Neugraben                                                     |
| S 5   | Elbgaustraße – Eidelstedt – Stellingen (Arenen) – Langenfelde – Diebsteich – Holstenstraße – Sternschanze – Dammtor – Hauptbahnhof \ Hauptstrecke – Hammerbrook (City Süd) – Elbbrücken – Veddel (BallinStadt) – Wilhelmsburg – Harburg – Harburg Rathaus – Heimfeld (TU Hamburg) – Neuwiedenthal – Neugraben – Fischbek – Neu Wulmstorf – Buxtehude – Neukloster – Horneburg – Dollern – Agathenburg – Stade / in Tagesrandzeiten – Berliner Tor |

### Távolsági
| Járat  | Útvonal | Ütem                                    |
| ------ | --- | --------------------------------------- |
| ICE 25 | (Lübeck –) Hamburg – Hamburg-Harburg – Hannover – Kassel-Wilhelmshöhe – Fulda – Würzburg – Nürnberg – Ingolstadt – München (– Garmisch-Partenkirchen) | óránként                                |
| ICE 31 | Kiel – Hamburg-Harburg – Osnabrück – Dortmund – Duisburg – Düsseldorf – Köln – Bonn – Koblenz – Mainz – Frankfurt – Würzburg – Nürnberg – München     | bizonyos vonatok                        |
| IC 26  | (Ostseebad Binz –) Stralsund – Rostock – Hamburg-Harburg – Hannover – Kassel-Wilhelmshöhe – Gießen – Frankfurt – Heidelberg – Karlsruhe               | kétóránként                             |
| IC 30  | Hamburg – Hamburg-Harburg – Münster – Dortmund – Duisburg – Düsseldorf – Köln – Bonn – Koblenz – Mainz – Mannheim – Stuttgart                         | kétóránként                             |
| IC 31  | (Kiel –) Hamburg – Hamburg-Harburg – Münster – Dortmund – Wuppertal – Köln – Bonn – Koblenz – Mainz – Frankfurt (– Würzburg – Nürnberg – Passau)      | kétóránként                             |
| HKX    | Hamburg – Hamburg-Harburg – Osnabrück – Münster – Gelsenkirchen – Essen – Duisburg – Düsseldorf – Köln                                                | egy vonat irányonként péntektől hétfőig |
| NJ     | Hamburg – Hamburg-Harburg – Hannover – Augsburg – München                                                                                             | 1× naponta (éjszakai vonat)             |
| NJ     | Hamburg – Hamburg-Harburg – Hannover – Karlsruhe – Freiburg – Basel – Zürich                                                                          | 1× naponta (éjszakai vonat)             |
| NJ     | Hamburg – Hamburg-Harburg – Hannover – Nürnberg – Linz – Wien                                                                                         | 1× naponta (éjszakai vonat)             |

## Kapcsolódó állomások
A vasútállomáshoz az alábbi állomások vannak a legközelebb:
- Hittfeld railway station (Bremen Hauptbahnhof, Wanne-Eickel–Hamburg-vasútvonal, RB 41 (Niedersachsen))
- Wilhelmsburg station (Pinneberg station, Harburgi S-Bahn, S3)
- Hamburg-Harburg Rathaus station (Stade station, Harburgi S-Bahn, S3)
- Meckelfeld station (Bahnhof Lüneburg, Hannover–Hamburg nagysebességű vasútvonal, RB 31 (Niedersachsen))
- Unterelbe Station
- Wilhelmsburg station (S-Bahnhof Hamburg-Altona, S31)
- Hamburg-Harburg Rathaus station (Hamburg-Harburg Rathaus station, S31)
- Buxtehude station (Bahnhof Cuxhaven, Lehrte–Cuxhaven-vasútvonal, RE 5)
- Hamburg Hauptbahnhof (Hamburg Hauptbahnhof, Lehrte–Cuxhaven-vasútvonal, Wanne-Eickel–Hamburg-vasútvonal, RE 5, RB 41 (Niedersachsen), RB 31 (Niedersachsen))
- Buchholz (Nordheide) railway station (Bremen Hauptbahnhof, Wanne-Eickel–Hamburg-vasútvonal, RE 4 (Niedersachsen))
- Winsen (Luhe) (Hannover Hauptbahnhof, Hannover–Hamburg nagysebességű vasútvonal, RE 3 Hamburg–Hannover)